# Chris Leiferman
Chris Leiferman (* 23. August 1986 in Minnesota) ist ein US-amerikanischer Triathlet. Er wird in der Bestenliste US-amerikanischer Triathleten auf der Ironman-Distanz geführt.

## Werdegang
Chris Leiferman wuchs auf in Truman, Minnesota, als Sohn des Elektrikers Greg Leiferman und seiner Frau Denise. Den Ironman Boulder gewann Chris Leiferman im Juni 2018 nach 8:07:55 h mit neuem Streckenrekord und vier Monate später konnte er mit dem Ironman Louisville sein zweites Ironman-Rennen für dich entscheiden.
Nach 7:52:44 h konnte der 34-Jährige im November 2020 mit persönlicher Bestzeit – und der zweitschnellsten je von einem US-Amerikaner erzielten Zeit – den Ironman Florida und damit das dritte Ironman-Rennen für sich entscheiden.
Im März 2021 wurde er Vierter bei der Challenge Miami auf der Halbdistanz (1,6 km Schwimmen, 64 km Radfahren und 16,1 km Laufen).
Im Mai 2022 wurde er Vierter bei den erstmals außerhalb von Hawaii ausgetragenen und vom Oktober 2021 verschobenen Ironman World Championships.
Leiferman wird trainiert vom ehemaligen Triathlon-Profi Michael Lovato (* 1973). Er lebt in Colorado.

## Sportliche Erfolge
| Datum/Jahr    | Rang | Wettbewerb                   | Austragungsort | Zeit     | Bemerkung                                              |
| ------------- | ---- | ---------------------------- | -------------- | -------- | ------------------------------------------------------ |
| 22. Mai 2022  | 2    | Ironman 70.3 Marbella        | Marbella       | 03:59:26 |                                                        |
| 11. März 2022 | 9    | Clash Miami                  | Miami          | 02:46:46 | 1,7 km Schwimmen, 64,7 km Radfahren und 16,9 km Laufen |
| 30. Okt. 2021 | 4    | Ironman 70.3 California      | Oceanside      | 03:50:25 |                                                        |
| 12. März 2021 | 4    | Challenge Miami              | Miami          | 02:41:46 | hinter Jan Frodeno                                     |
| 29. Apr. 2018 | 2    | Ironman 70.3 Marbella        | Marbella       | 03:57:47 | [ 5 ]                                                  |
| 1. Apr. 2017  | 2    | Ironman 70.3 California      | Oceanside      |          |                                                        |
| 30. Okt. 2016 | 1    | Ironman 70.3 Austin          | Austin         |          |                                                        |
| 26. Juni 2016 | 3    | Ironman 70.3 Mont-Tremblant  | Mont-Tremblant |          |                                                        |
| 11. Juni 2016 | 2    | Ironman 70.3 Boulder         | Boulder        |          |                                                        |
| 28. Juni 2015 | 2    | Ironman 70.3 Buffalo Springs | Lubbock        |          | [ 6 ]                                                  |
| 17. Aug. 2014 | 3    | Ironman 70.3 Timberman       | New Hampshire  |          |                                                        |

| Datum/Jahr    | Rang | Wettbewerb         | Austragungsort        | Zeit     | Bemerkung                              |
| ------------- | ---- | ------------------ | --------------------- | -------- | -------------------------------------- |
| 20. Juli 2025 | 8    | Ironman USA        | Lake Placid           | 08:10:57 |                                        |
| 24. Nov. 2024 | 2    | Ironman Mexico     | Cozumel               | 07:45:12 |                                        |
| 21. Juli 2024 | 5    | Ironman USA        | Lake Placid           | 08:10:50 |                                        |
| 27. Apr. 2024 | 8    | Ironman Texas      | The Woodlands         | 07:58:53 |                                        |
| 19. Nov. 2023 | 2    | Ironman Mexico     | Cozumel               | 06:52:01 | ohne Schwimmdistanz                    |
| 7. Mai 2022   | 4    | Ironman St. George | St. George            | 07:57:51 | Ironman World Championships 2021       |
| 7. Nov. 2020  | 1    | Ironman Florida    | Panama City           | 07:52:44 |                                        |
| 14. Okt. 2018 | 1    | Ironman Louisville | Louisville (Kentucky) | 07:34:08 | Schwimmdistanz verkürzt auf 0,9 Meilen |
| 10. Juni 2018 | 1    | Ironman Boulder    | Boulder               | 08:07:55 | Neuer Streckenrekord                   |
| 27. Nov. 2016 | 3    | Ironman Mexico     | Cozumel               |          |                                        |

(DNF – Did Not Finish)